# Michael Perryman
Michael Perryman, né le 21 septembre 1954 est un astronome britannique, connu pour son travail à la tête des projets astrométriques spatiaux Hipparcos et Gaia.

## Biographie
Michael Perryman étudie la physique théorique à l'Université de Cambridge et obtient son doctorat au Laboratoire Cavendish de l'Université de Cambridge en 1979,.

### Hipparcos
Il rejoint l'ESA en 1980, où il dirige le projet astrométrique Hipparcos en tant que Project Scientist de 1981 à 1997. Après que le satellite n'ait pas réussi à atteindre son orbite géostationnaire cible, il reprend également la direction de la mission, le projet retrouvant finalement tout et plus de ses objectifs scientifiques initiaux. 

### Gaïa
En 1993, avec Lennart Lindegren, il propose conjointement une mission astrométrique plus ambitieuse pour tirer parti des avancées technologiques telles que les CCD (indisponibles pour Hipparcos) et les grands miroirs légers. En 1995, Perryman est nommé chercheur scientifique pour le nouveau concept de mission, nommé Gaia. La mission est approuvée par le comité du programme scientifique de l'ESA en 2000 et Perryman est nommé chef scientifique du projet. Il dirige le projet Gaia jusqu'à la revue de conception critique en 2008, établissant le concept de charge utile, la faisabilité technique, les principes opérationnels et d'analyse des données, sa structure d'organisation et coordonnant son dossier scientifique, menant à son lancement réussi en 2013.

### Établissements
Il est professeur d'astronomie  à l'Université de Leyde de 1993 à 2009. En 2010, il occupe un poste conjoint à l'Université de Heidelberg et à l'Institut Max-Planck d'astronomie de Heidelberg, et depuis 2012, il est professeur auxiliaire à l'University College de Dublin. Il est professeur invité Bohdan Paczynski à Princeton en 2013. 

### Prix
L'astéroïde de la ceinture principale (10969) Perryman est nommé en reconnaissance de ses contributions à l'astrométrie . En 1999, Perryman reçoit la Médaille de l'Académie royale néerlandaise des arts et des sciences. En 2011, il reçoit le prix Tycho Brahe de la Société européenne d'astronomie pour son rôle crucial dans la promotion de l'astrométrie stellaire globale de haute précision depuis l'espace, en particulier le développement de la mission Hipparcos. En 2022, il reçoit le prix Shaw d'astronomie conjointement avec Lennart Lindegren .